# صليباء الفول السوداني
صليباء الفول السوداني (الاسم العلمي: Sclerotinia arachidis) هو نوع من فطريات يتبع جنس الصليباء من فصيلة الصليباوات.